# Белоус, Василий
Васи́лий Белоу́с (рум. Vasile Belous; 27 августа 1988, Окница, Молдавская ССР, СССР — 31 августа 2021, Каларашовка, Окницкий район, Молдавия) — молдавский боксёр-любитель, выступавший в полусредней, и в первом средней весовых категориях. Мастер спорта международного класса, участник Олимпийских игр 2012 года, бронзовый призёр чемпионата Европы (2017), четвертьфиналист чемпионата мира 2011 года, пятикратный чемпион Молдавии, бронзовый призёр чемпионата мира среди студентов (2010) в любителях.

## Биография
Родился 27 августа 1988 года в небольшом городе Окница в центре Окницкого района Молдавской ССР, в СССР.
Трагически погиб 31 августа 2021 года в Каларашовке, спустя четыре дня после празднования своего дня рождения в результате ДТП.

## Любительская карьера
С детства проживал в селе Гриманкауцы в Бричанском районе, которое является одним из главных центров подготовки боксёров в Молдавии.
Здесь же начал заниматься боксом под руководством знаменитого тренера Петру Кадук.
Его партнёрами по тренировкам стали известные боксёры, олимпийские призёры Виталий Грушак и Вячеслав Гожан.
В 2010 году он завоевал свою первую награду — на чемпионате мира среди студентов в Улан-Баторе он завоевал бронзовую медаль.
В 2011 году на чемпионате мира в Баку, он сумел выйти в четвертьфинал соревнований в категории до 69 кг, где в конкурентном бою спорно уступил Индийскому боксёру Викас Кришан, — который в итоге стал бронзовым призёром чемпионат мира 2011 года.
Этот результат позволил ему первым из сборной Молдавии завоевать лицензию на участие в Олимпийских играх 2012 года в Лондоне.
И в июле 2012 года стал участником Олимпийских игр 2012 года, в категории до 69 кг, где в 1/8 финала соревнований проиграл украинцу Тарасу Шелестюку, — который в итоге стал бронзовым призёром Олимпиады 2012 года.
В 2017 году стал бронзовым призёром чемпионата Европы в Харькове (Украина), в категории до 69 кг.
В июне 2019 года на Европейских играх в Минске (Белоруссия) дошёл до четвертьфинала, но в четвертьфинале потерпел поражение по очкам со счётом 0:5 от россиянина Харитона Агрба, — который в итоге стал серебряным призёром Европейских игр 2019 года.